# Place l'Assomption Vie

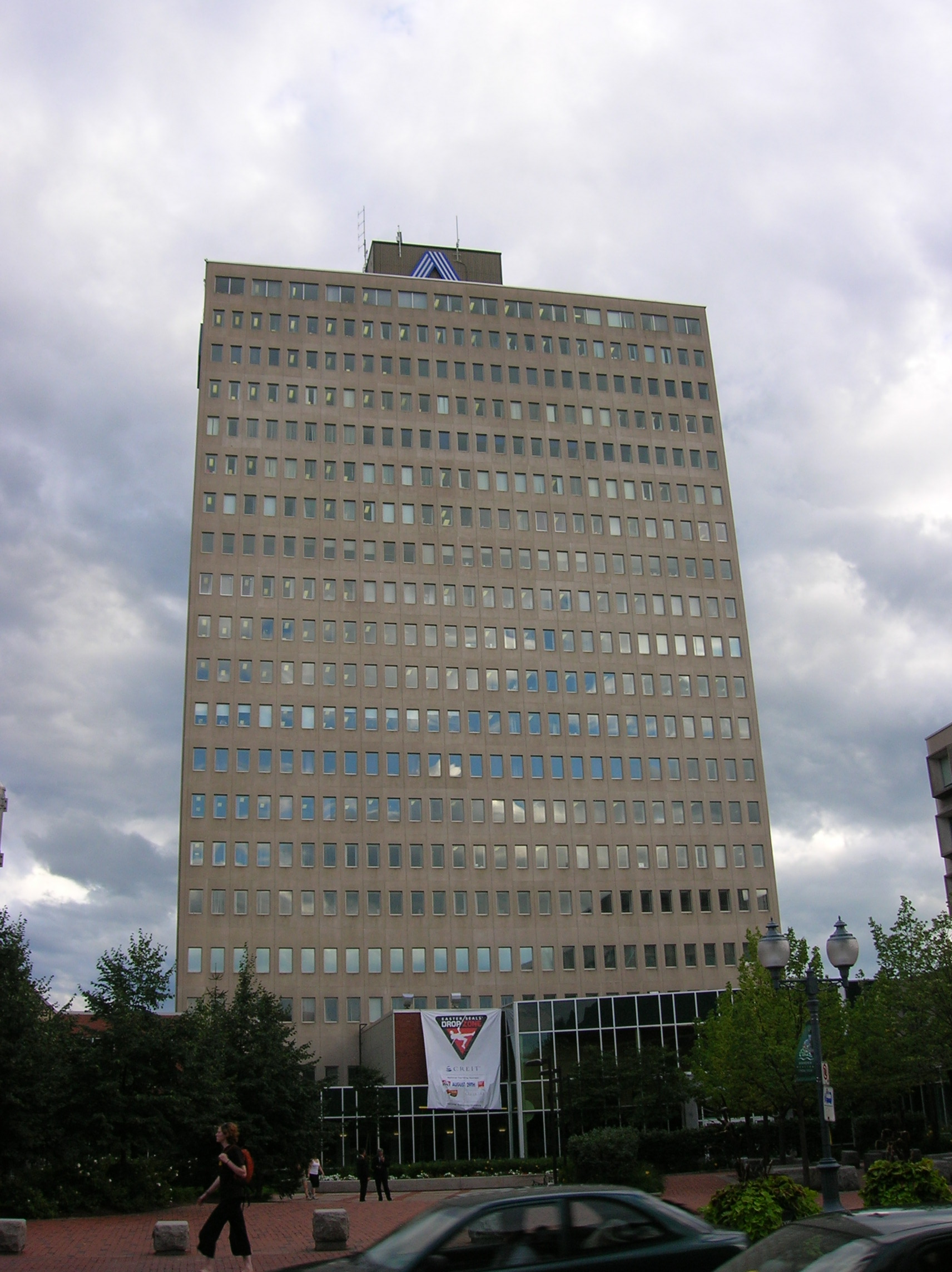
Place l'Assomption Vie à l'été 2006.

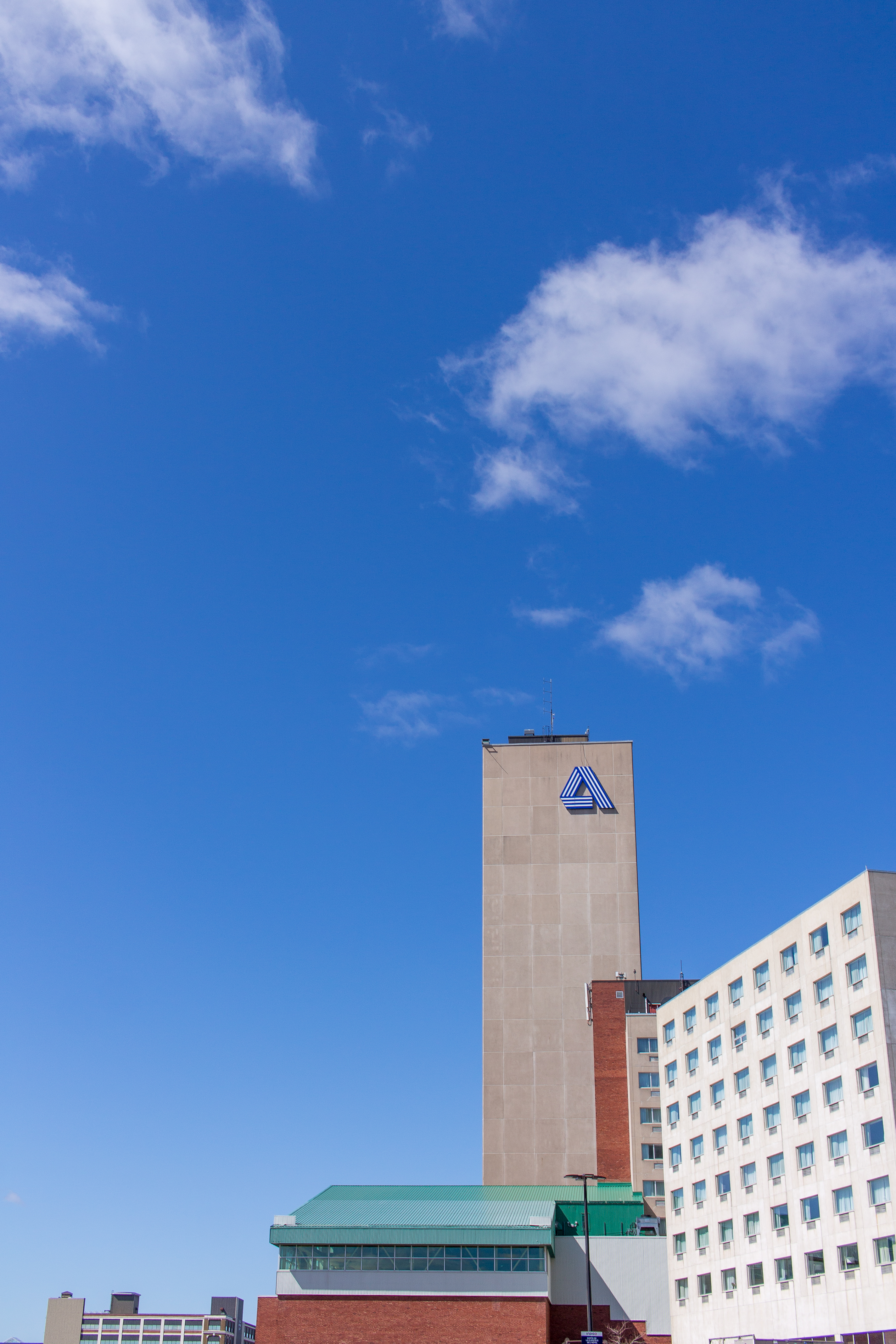
Place l'Assomption Vie vu depuis la bibliothèque publique de Moncton.

La Place l'Assomption Vie est un gratte-ciel de la ville de Moncton, au Nouveau-Brunswick. Situé sur la rue Main, il abrite les bureaux de la compagnie d'assurances Assomption Vie. Il a été construit en 1972 et est un des plus hauts édifices de la ville. Il fait 80,8 mètres de haut pour 20 étages.